# Temple de Sobek et Haroëris
Le temple de Sobek et Haroëris situé à Kôm Ombo, l'ancienne Noubit, est le temple égyptien dédié au culte des dieux Sobek et Haroëris. Il est partiellement ruiné, une partie du temple s'étant effondrée dans le Nil.

## La construction du temple
Le temple de Kôm Ombo, situé à 165 km au sud de Louxor, fut construit sur une colline de la ville de Kôm Ombo en Égypte, près de la vallée du Nil, au début du IIe siècle avant notre ère par trois Ptolémées.
Ptolémée VI fut à l'origine de la construction du temple de Kôm Ombo au début de son règne. La construction du temple continua avec d'autres Ptolémées dont Ptolémée XIII et s'acheva au IIIe siècle.

## L'architecture du temple

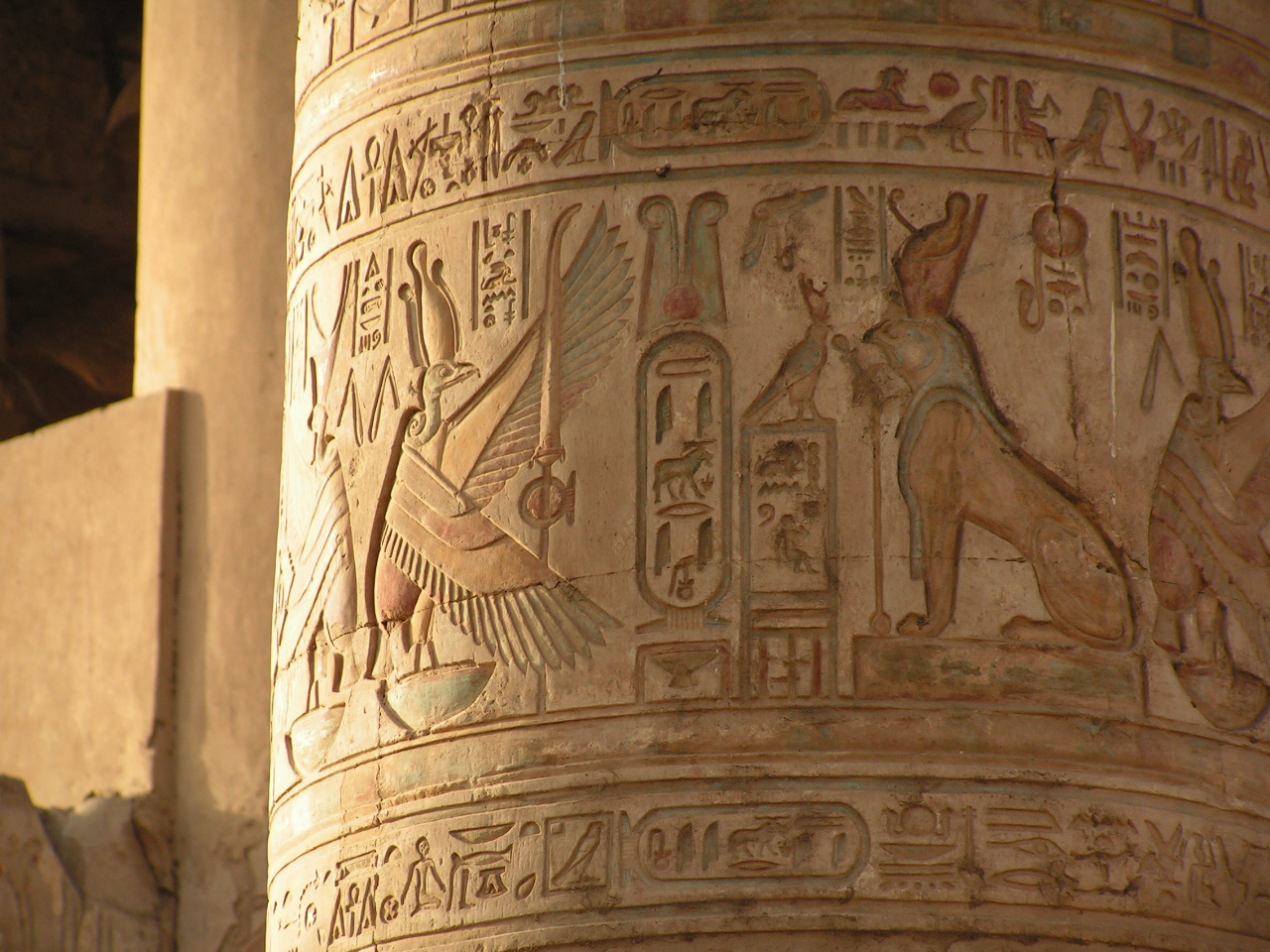
Peintures sur un pilier du temple

Un double mur d’enceinte englobe l’ensemble des constructions. Cet édifice, proche par son plan des temples de cette époque, présente un dédoublement du sanctuaire et de toutes les portes et passages qui, depuis l’entrée, conduisent au naos.

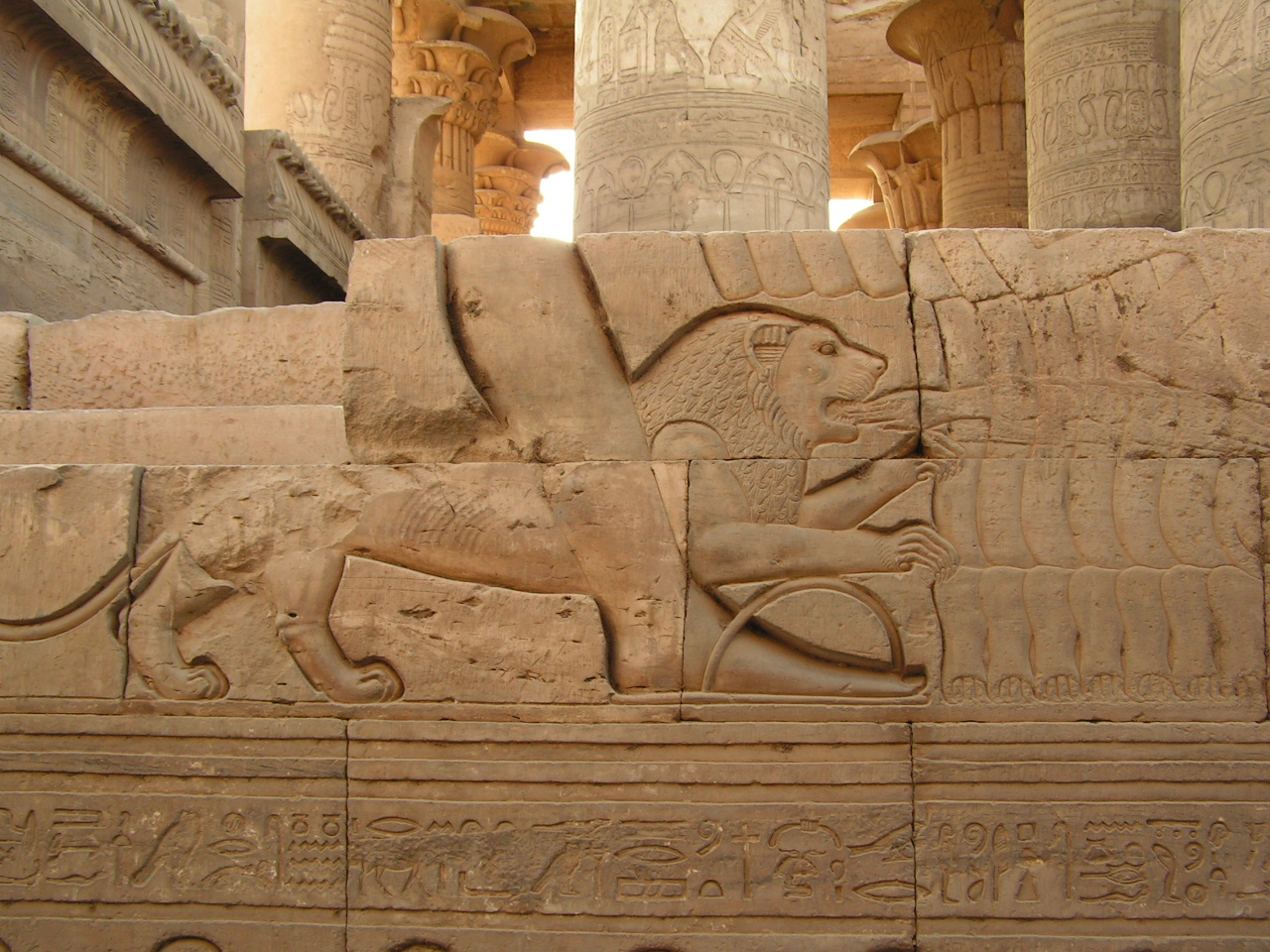
Relief du temple

Tous les murs du temple, les couloirs et les enceintes sont encore couverts de reliefs dont certains gardent des traces de polychromie. Divers reliefs représentent des scènes de mariage (voir galerie). La majeure partie du temple fut détruite par l'érosion due à la proximité du Nil, aux tremblements de terre, ainsi qu'à l'extraction de pierres du temple, réutilisées pour construire d'autres temples.

## Les fonctions sacerdotales du temple
Fait inhabituel, il était dédié au culte de deux divinités vénérées sur un pied d’égalité : Haroëris, le dieu à tête d'épervier et Sobek, le dieu crocodile, c'est pourquoi il est appelé le « temple aux deux divinités ». Le temple entier est donc séparé en deux parties, celle du Nord, consacrée à Haroéris et celle du Sud à Sobek.

### Sobek, dieu de la fertilité

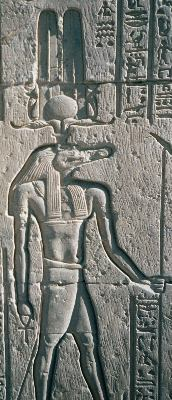
Sobek sur les murs du temple de Kôm Ombo

Sobek est le fils de la déesse aquatique Neith, son statut de dieu de l'eau et de l'inondation le fait adorer partout dans le delta du Nil, le Fayoum et surtout à Kôm Ombo (sanctuaire principal) où il a Hathor pour épouse.
Maître des eaux, dieu qui irrigue les champs, il est aussi associé à la fertilité.
La présence de crocodiles dans le Nil était pour les Égyptiens l’annonce d'une crue favorable aux récoltes.
En cette cité, comme dans d’autres villes consacrées à Sobek, un ou plusieurs crocodiles sacrés étaient entretenus. À leur mort, ils étaient embaumés. Des momies de crocodiles ont été retrouvées dans une nécropole proche.
En revanche, Hérodote signale que les habitants de la région d'Éléphantine tenaient si peu les crocodiles pour sacrés qu'ils les mangeaient. Il n'y a désormais plus de crocodiles dans cette partie du Nil, la construction du Haut barrage d'Assouan leur en interdisant l’accès.

### Haroëris, dieu bienfaisant, vainqueur de Seth
Haroëris est le nom grec d'un dieu de la mythologie égyptienne, Horour (hr-wr), qui est probablement la plus ancienne forme du dieu Hor (Horus en grec).
Il a donc le caractère du Soleil et de la Lune, et c'est grâce à lui que les deux astres ne se croisent pas et se suivent par rapport aux heures. On le célébrait dans le mois de Tybi. Lorsque les deux astres sont en conjonction, ses fidèles croient qu'ils attendaient qu'on lui fasse hommage.
Dans les textes des pyramides, il est fils de Rê ou de Geb (?) mais il est en tous cas le frère de Seth. Il est le côté bienfaisant de ces deux personnages, à l'opposition de Seth. C'est le bien contre le mal.
Vainqueur de son frère, il est adoré par les rois en tant que Hor Noubti, « Horus vainqueur de Seth ».
Sous les Ptolémées, les dieux vainqueurs de Seth furent appréciés considérablement des Égyptiens, et les Macédoniens bâtirent le temple de Noubt (Ombos) en l'honneur de Haroëris et Sobek.
Il est représenté sous les traits d'un homme à tête de faucon couronné du disque solaire, de la couronne atef, ou de la couronne hedjet (couronne blanche de Haute-Égypte).

## Photos

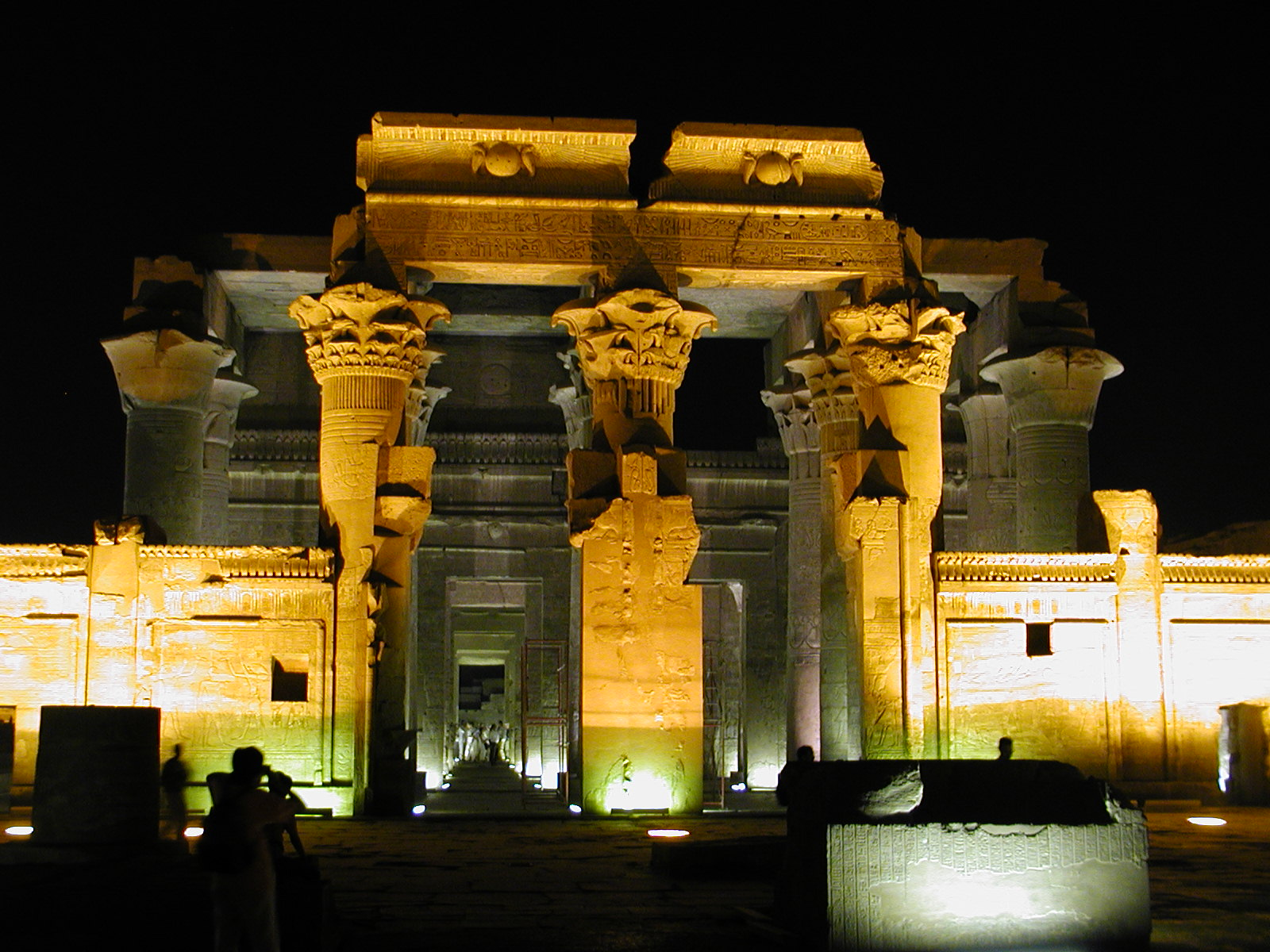
Temple de nuit
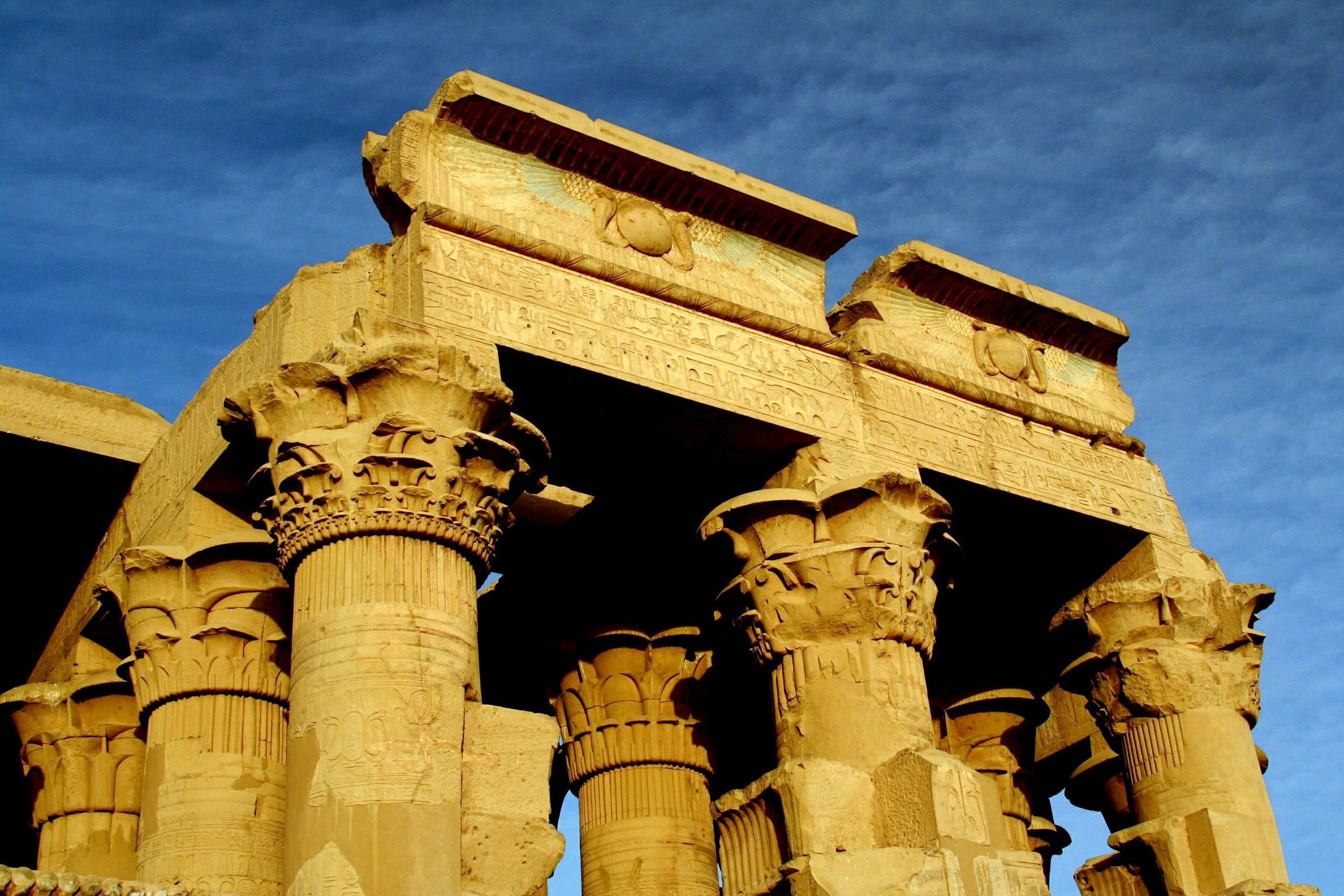
Temple, détail
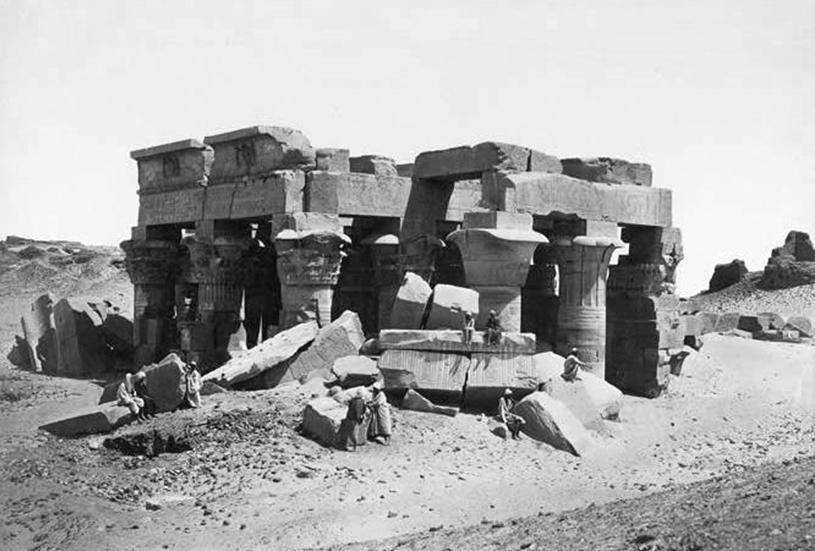
Temple, XIXe siècle
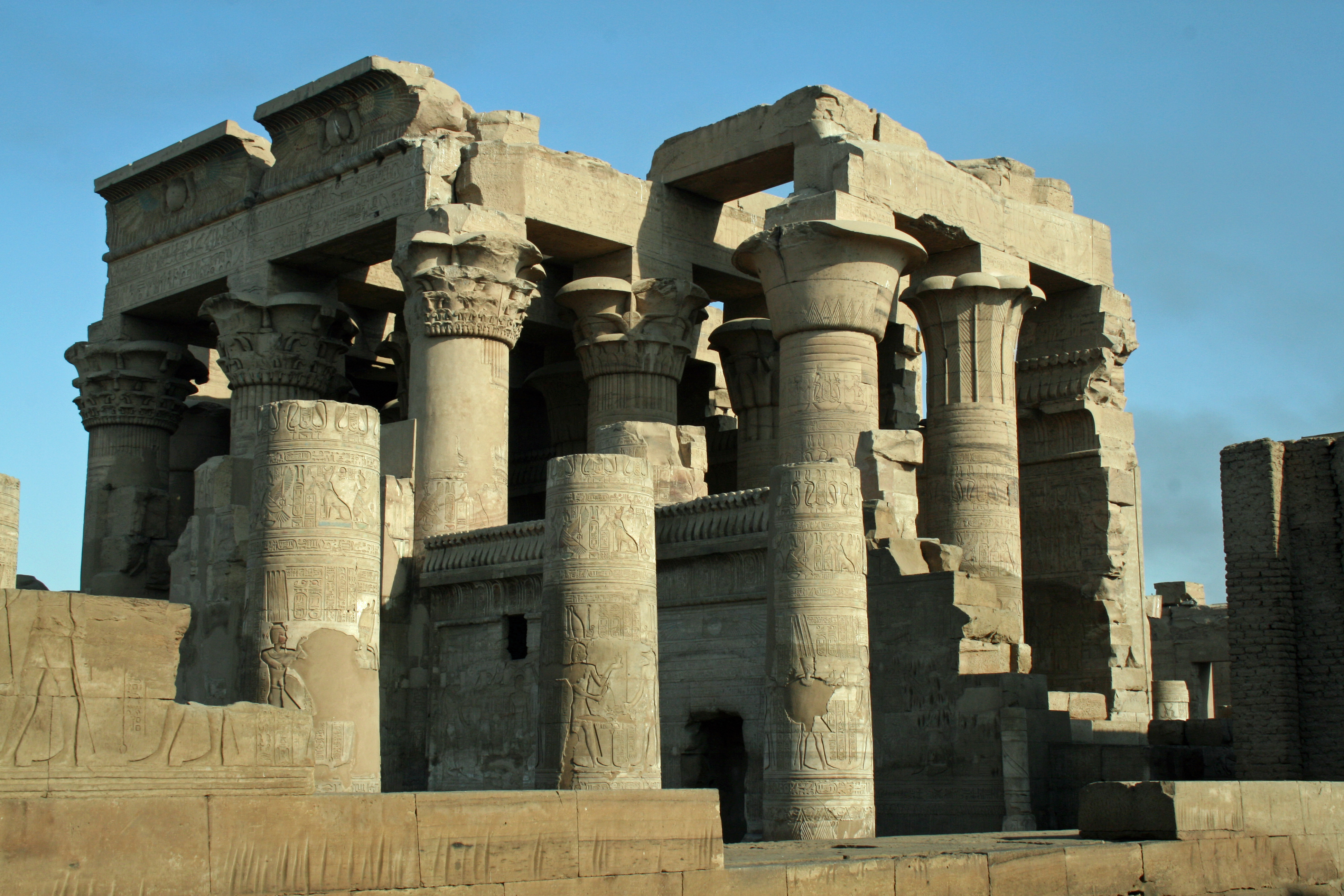
Autre vue du temple
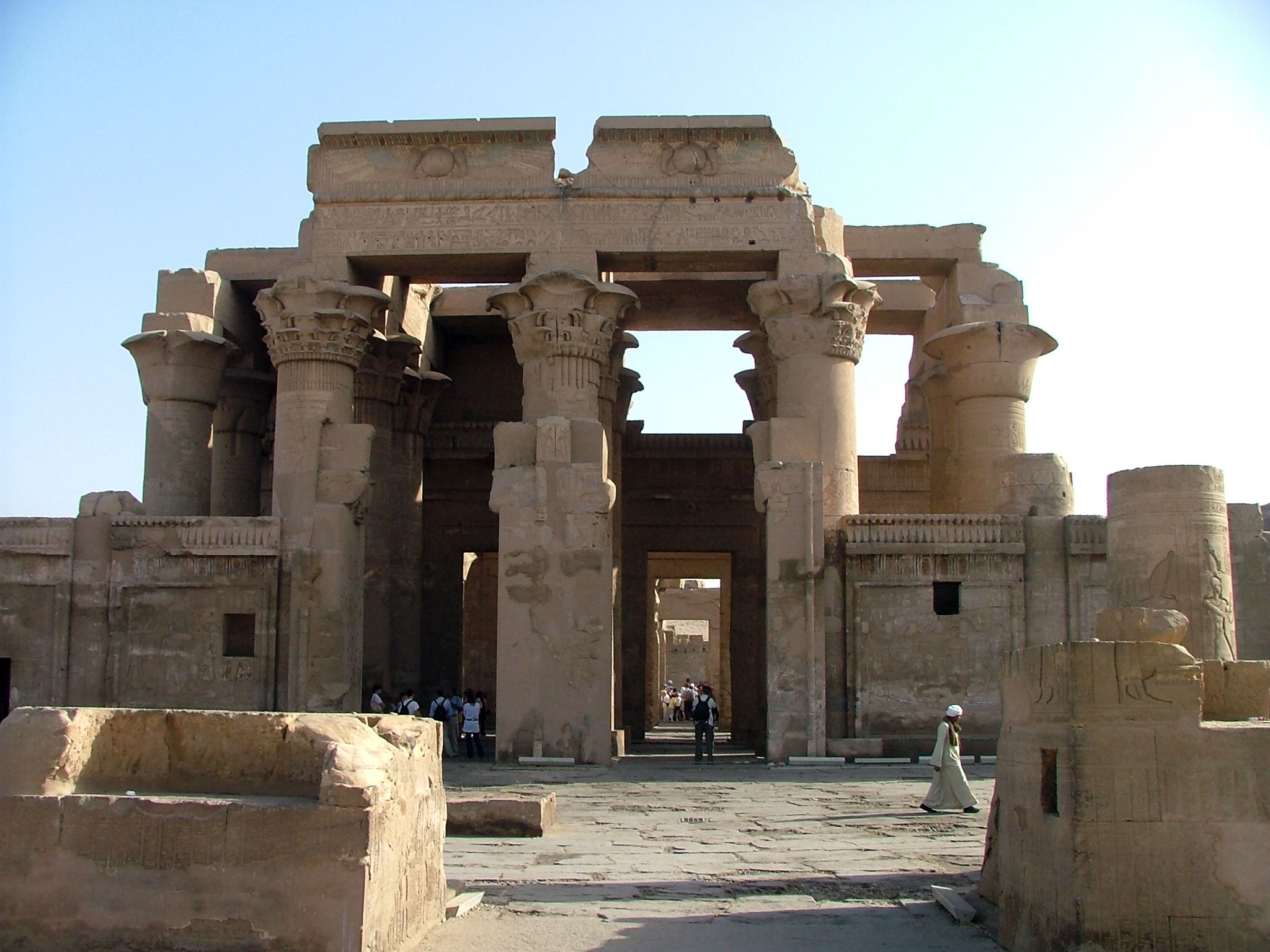
Vue d'ensemble du temple
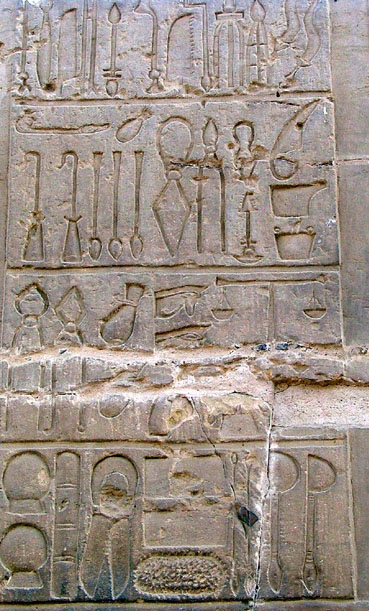
Instruments de chirurgie datant de l'époque romaine (IIe siècle)
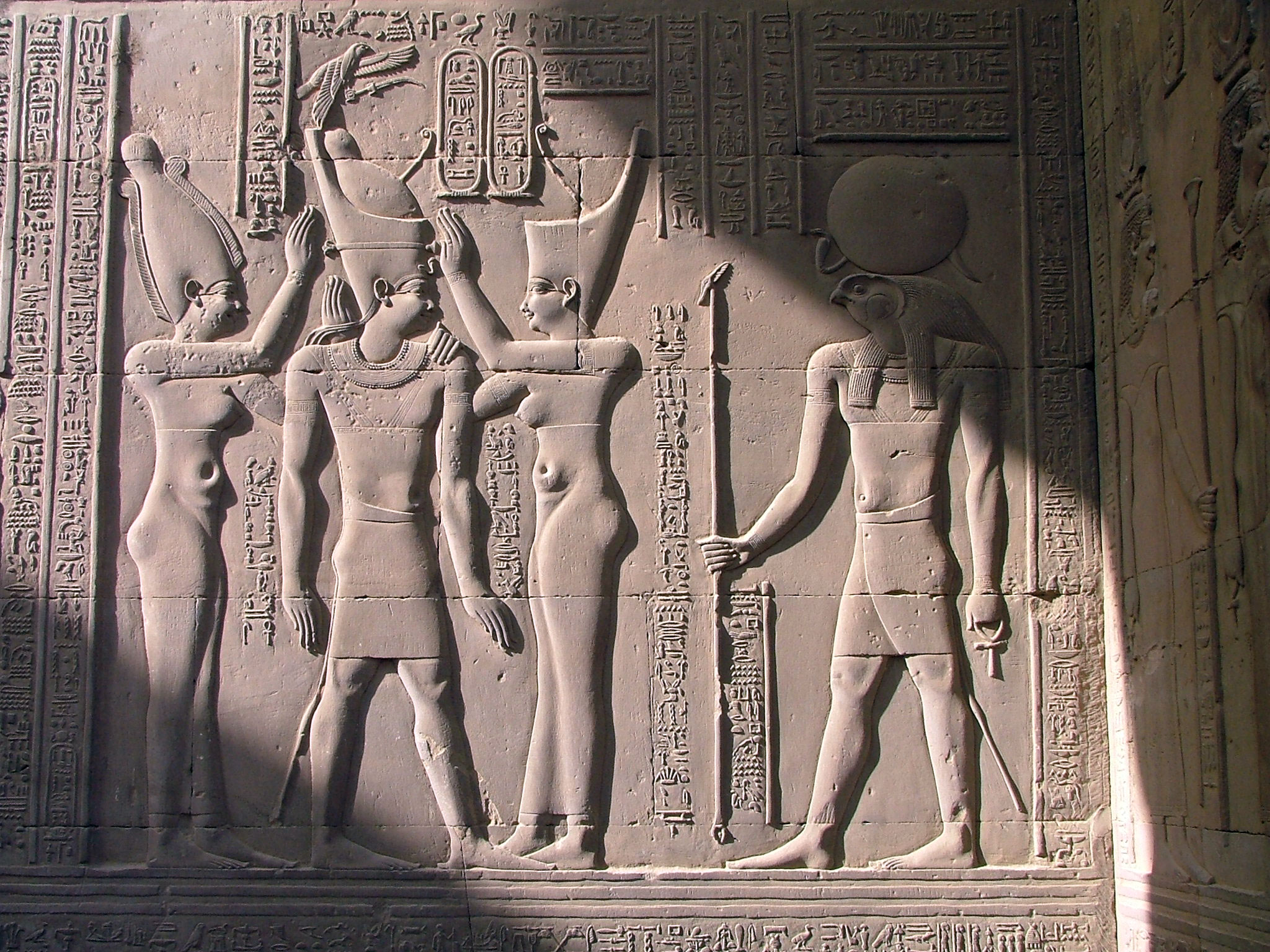
Scène de couronnement en présence du dieu Haroëris
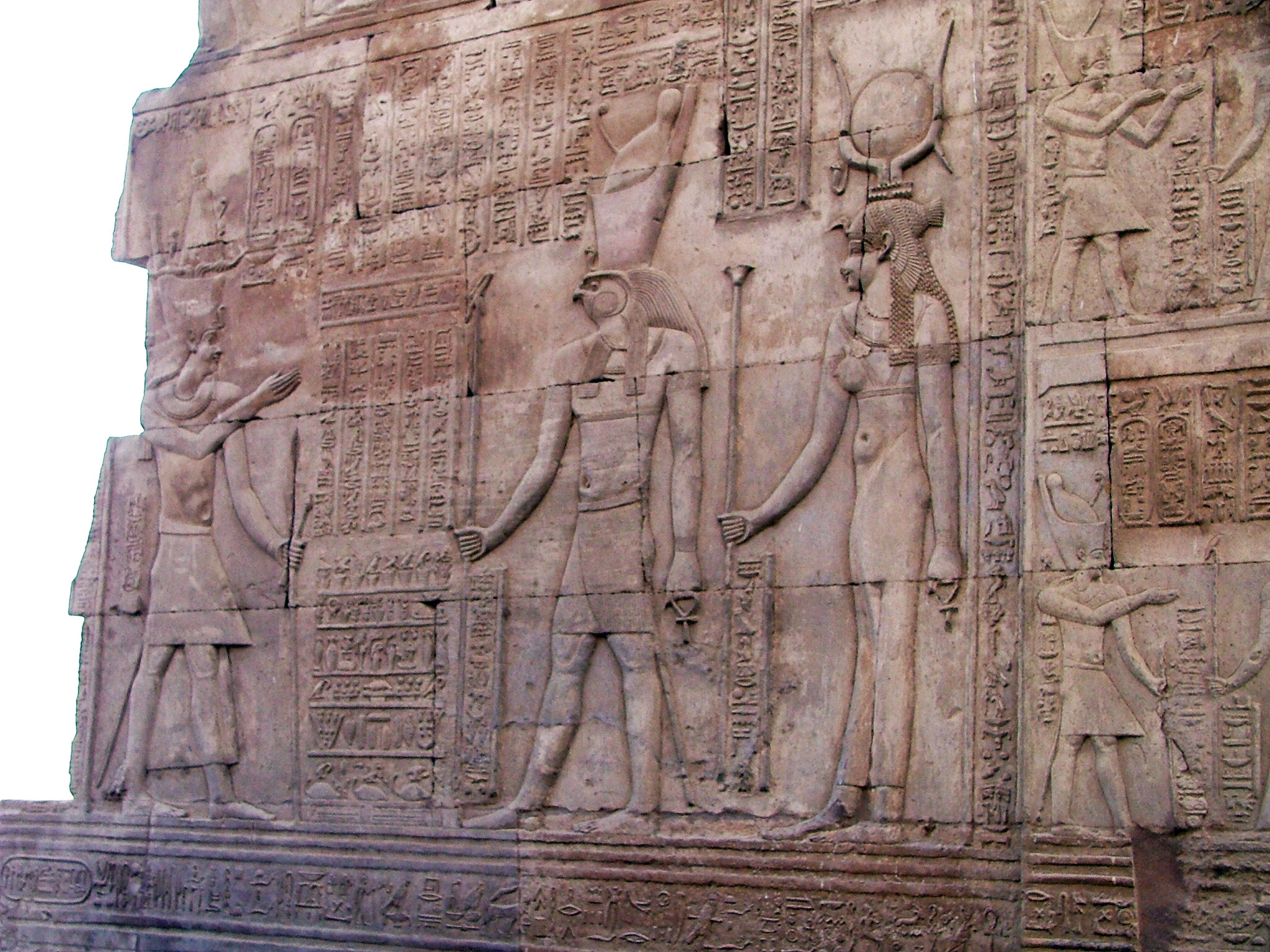
Le dieu à tête d'épervier Haroëris
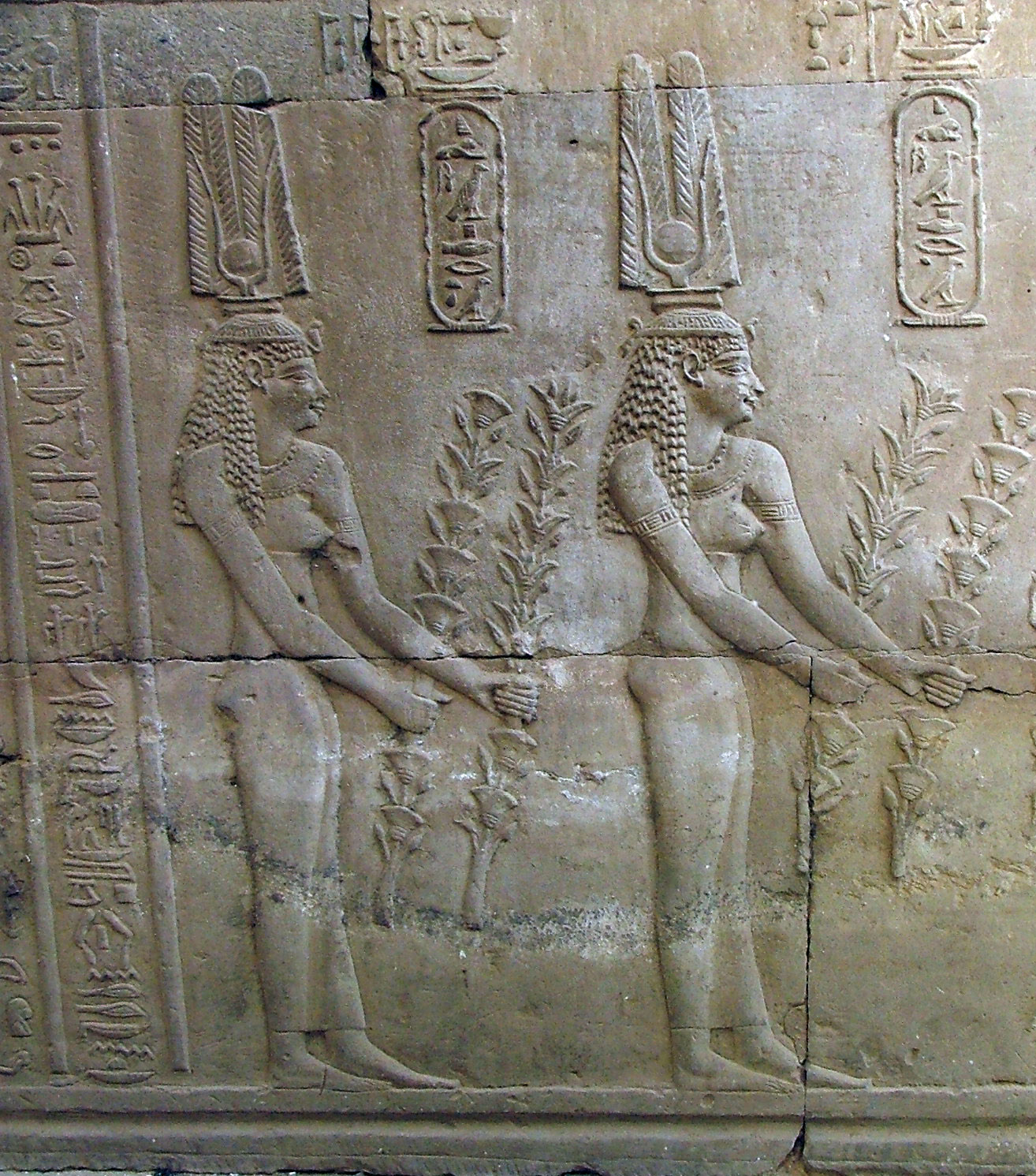
Relief mural
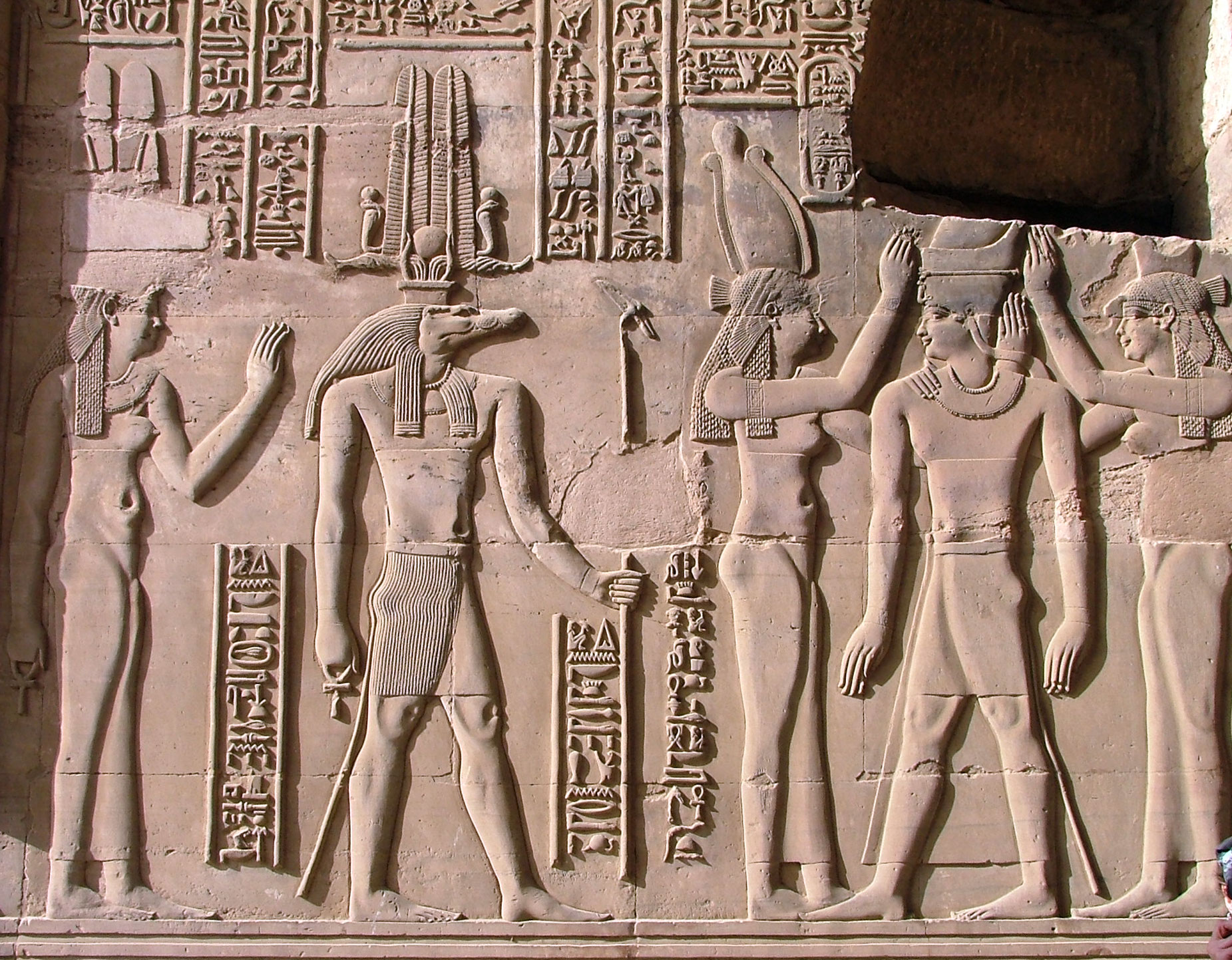
Scène de couronnement en présence du dieu Sobek